# قرار مجلس الأمن التابع للأمم المتحدة رقم 1084
قرار مجلس الأمن التابع للأمم المتحدة رقم 1084، المتخذ بالإجماع في 27 تشرين الثاني / نوفمبر 1996، بعد إعادة التأكيد على جميع القرارات السابقة بشأن الصحراء الغربية، ناقش المجلس تنفيذ خطة التسوية للصحراء الغربية ومدد ولاية بعثة الأمم المتحدة للاستفتاء في الصحراء الغربية حتى 31 مايو 1997.
كان كل من المغرب وجبهة البوليساريو ملتزمين بخطة الأمم المتحدة للتسوية. كجزء من الخطة، كان على الأطراف احترام وقف إطلاق النار واستئناف المناقشات. كما كان على كلا الطرفين أن يكون لديهما رؤية لفترة ما بعد الاستفتاء القادم. ولوحظ استكمال الأمين العام بطرس بطرس غالي التخفيضات في جوانب البعثة.
وجدد مجلس الأمن تأكيد التزامه بإجراء استفتاء حر ونزيه لتقرير مصير شعب الصحراء الغربية. وقد أظهر الطرفان حسن نيتهما من خلال إطلاق سراح السجناء والتعاون مع مفوضية الأمم المتحدة لشؤون اللاجئين في متابعة العمل الإنساني. وطُلب من الأمين العام أن يواصل جهوده للخروج من المأزق في تنفيذ خطة الأمم المتحدة وتقديم تقرير بحلول 28 شباط / فبراير 1997 عن الحالة، بما في ذلك الخطوات البديلة التي يمكن اتخاذها في حالة عدم إحراز تقدم. وطُلب تقديم تقرير شامل عن تنفيذ القرار الحالي بحلول 9 أيار / مايو 1997.

## روابط خارجية
- نص القرار في undocs.org